# Gautier (Misisipi)
Gautier es una ciudad ubicada en el condado de Jackson en el estado estadounidense de Misisipi. En el año 2000 tenía una población de 11.681 habitantes y una densidad poblacional de 368.4 personas por km².

## Geografía
Gautier se encuentra ubicada en las coordenadas 30°22′54″N 88°38′39″O / 30.38167, -88.64417. Según la Oficina del Censo, la ciudad tiene un área total de 33.5 km² (12.9 sq mi), de la cual 31.7 km² (12.2 sq mi) es tierra y 1.7 km² (0.7 sq mi) (5.19%) es agua.

## Demografía
Según la Oficina del Censo, en 2000, había 11.681 personas, 4.260 hogares, y 3.233 familias que residían en la ciudad. La densidad de población era de 954.2 personas por milla cuadrada (368.5/km²). Había 4.597 viviendas en una densidad media de 375.5 por milla cuadrada (145/km²). La composición racial del condado era de 68.19% blancos, el 27.65% afroamericanos, el 0.51% nativos americanos, el 1.28% asiáticos, el 0.04% isleños del Pacífico, el 0.90% de otras razas, y el 1.42% de dos o más razas. El 3.19% de la población eran hispanos o latinos de cualquier raza.
En 2000 había 4.260 hogares de los cuales 38.1% tenían niños bajo la edad de 18 que vivían con ellos, el 54.9% eran parejas casadas viviendo juntas, el 17.1% tenían a una mujer divorciada como la cabeza de la familia y el 24.1% no eran familias. El 19.3% de todas las viviendas estaban compuestas por individuos y el 4.5% tenían a alguna persona anciana de 65 años de edad o más. El tamaño del hogar promedio era de 2,73 y el tamaño promedio de una familia era de 3,11.
En la ciudad la composición por edad era del 28.4% menores de 18 años, el 9.8% tenía entre 18 a 24 años, el 30.2% de 25 a 44, el 23.3% entre 45 a 64, y el 8.3% tenía más de 65 años de edad o más. La edad promedia era 33 años. Por cada 100 mujeres había 97.9 varones. Por cada 100 mujeres mayores de 18 años había 94.9 varones.
Los ingresos medios por hogar en la localidad eran de $41.244, y los ingresos medios por familia eran $46.835. Los hombres tenían unos ingresos medios de $33.474 frente a los $21.622 para las mujeres. La renta per cápita para la localidad era de $17.525. Alrededor del 15.1% de las familias y del 17.3% de la población estaban por debajo del umbral de pobreza.